# Biochemistry
Biochemistry è una rivista accademica che si occupa di biochimica. Il fattore di impatto del giornale nel 2014 è 3.015.